# Alan Rosenberg
Alan Rosenberg, född 4 oktober 1950 i Passaic, New Jersey, är en amerikansk skådespelare.
Rosenberg var ordförande för de amerikanska filmskådespelarnas fackförening Screen Actors Guild i slutet av 2000-talet.

## Roller i urval
- 1979 – Gänget
- 1988 – Kristi sista frestelse
- 1988 – Miracle Mile
- 1990 – Impuls
- 1989–1994 – Lagens änglar (TV-serie) (24 avsnitt)
- 1995–1998 – Cybill (TV-serie) (85 avsnitt)
- 1999–2000 – Chicago Hope (TV-serie) (16 avsnitt)
- 2001–2004 – The Guardian (TV-serie) (67 avsnitt)
- 2005 – Robotar (röst)
- 2008 – Righteous Kill
- 2014–2015 – Bosch (TV-serie) (4 avsnitt)
- 2016–2017 – Shameless (TV-serie) (19 avsnitt)
- 2022 – Bosch: Legacy (TV-serie) (3 avsnitt)